# Commissario Laurenti – Gib jedem seinen eigenen Tod
Commissario Laurenti – Gib jedem seinen eigenen Tod ist ein deutscher Kriminalfilm aus dem Jahr 2006 von Sigi Rothemund, der auch das Drehbuch schrieb, das sich an der Romanvorlage von Veit Heinichen orientiert. Für den von Henry Hübchen verkörperten Triester Chef der Kriminalpolizei Cammissario Proteo Laurenti ist es sein zweiter Fall. Diesmal kommt er einem perfiden System aus Menschenhandel, Erpressung und Korruption auf die Spur. Barbara Rudnik ist als Laurentis Ehefrau Laura besetzt, Florian Panzner und Catherine Flemming arbeiten ihm zu, und Sergej Moya und Sophia Thomalla verkörpern Laurentis Kinder Marco und Livia. In tragenden Rollen sind August Schmölzer, Aleksandar Jovanovic, David Rott und Claudia Mehnert sowie Doris Kunstmann zu sehen.
Das Erste erläuterte zur Erstausstrahlung des Films: „Vor der atmosphärischen Kulisse der norditalienischen Hafenstadt Triest erzählt der temporeiche, hochkarätig besetzte Krimi eine vertrackte Geschichte um Korruption und Erpressung, um Familienbande und Blutrache. In der Hauptrolle brilliert Henry Hübchen als liebenswert-chaotischer ‚Commissario‘.“

## Handlung

### Haupthandlung
Commissario Laurenti wird zur Küste gerufen, wo die Luxusyacht von Bruno de Kopfersberg aufgefunden, der Besitzer allerdings vermisst wird. Laurenti ist nicht gerade ein Freund des bekannten österreichischen Unternehmers. Vor fünf Jahren hatte er schon einmal mit ihm zu tun, als Kopfersberg unter dem Verdacht stand, seine Ehefrau getötet zu haben. Jegliche Indizien hatte der Geschäftsmann vernichtet, sodass Laurenti ihm nichts beweisen konnte. Nun scheint er selbst zum Opfer geworden zu sein.
Am nächsten Tag wird eine nackte junge Frau tot an der Küste aufgefunden. Nachdem sie als Olga Chartov identifiziert worden ist, führt die Spur zu Kopfersberg zurück, denn das Opfer war zuletzt bei dem Österreicher als „Hausdame“ angestellt. Als sich Laurenti in der Wohnung der Toten umsehen will, ist diese bereits durchwühlt worden. Eine Nachbarin übergibt dem Commissario ein Paket, das ihr die nun ermordete Olga anvertraut hatte und das sie der Polizei übergeben sollte, falls Olga etwas zustoßen sollte. Das Päckchen enthält kompromittierende Fotos von Wirtschaftsgrößen und mehreren unbekleideten Damen sowie ein Tagebuch. So wie es aussieht, wurden die Fotos gemacht, um die Unternehmer damit zu erpressen. Olga hatte sich offensichtlich die Fotos angeeignet, um ihrerseits die Erpresser zu erpressen, was sie letztendlich das Leben kostete.
Nachdem Laurenti erfahren hat, dass Kopfersberg eine Firma gehört, die vor kurzem in einen Korruptionsfall verwickelt war, sieht er sich dort um und trifft auf den Geschäftsführer Viktor Drakic, den Bruder von Kopfersbergs aktueller Freundin Tatjana. Nach Laurentis Recherchen hatten Drakic und Kopfersbergs Sohn Spartaco Kontakte bis in die höchsten Wirtschaftskreise und zu ranghohen EU-Politikern, von denen sie in letzter Zeit lukrative Aufträge erhielten. Offensichtlich wurden Osteuropäerinnen illegal eingeschleust und dann zur Zwangsprostitution gezwungen, wobei sie auch ranghohen EU-Politikern „zu Diensten“ sein mussten. Nach Laurentis Vermutung hat Bruno de Kopfersberg die Mädchen in großem Stil ins Land geholt und an die Russenmafia „weiterverkauft“, die wiederum den gesamten europäischen Raum mit den Mädchen „beliefert“. Die erpresserischen Aktivitäten mittels heimlich mitgeschnittener Fotos, die von Viktor Drakic ausgingen, waren ihm möglicherweise gar nicht bekannt.
Laurenti lässt das von Olga hinterlassene, in Slowenisch verfasste Tagebuch von seiner Tochter Livia übersetzen, wobei sich herausstellt, dass es nicht von Olga, sondern von Elisa de Kopfersberg stammt. Sie beschreibt darin, wie sehr ihr Mann sie unter Druck gesetzt und mit dem Tod bedroht hat. Ausführlich beschreibt sie die Qualen, die sie erleiden musste, ohne sich von ihrem Mann lösen zu können. Livia meint, ihr Mann habe sie umgebracht. Das gehe aus dem Text ganz klar hervor.
Inzwischen wird die Leiche von Bruno de Kopfersberg aus der Adria gefischt und für Laurenti deutet einiges auf dessen Sohn als Täter hin; seine Fingerabdrücke wurden auf dem Tagebuch gefunden. Er hat dadurch erfahren, dass seine Mutter von seinem Vater aus dem Weg geräumt worden ist. Konfrontiert mit diesen Erkenntnissen, kam es zum Streit zwischen Vater und Sohn, der für Bruno de Kopfersberg tödlich endete. Um Beweise zu sichern, stattet Laurenti zusammen mit seinen Kollegen Antonio und Marietta heimlich der am Abend von Drakic und Kopfersberg gegebenen Party einen Besuch ab. Als Laurenti Kopfersberg dabei ertappt, wie er am Laptop brisante Aufzeichnungen der Aktivitäten einiger seiner Partygäste macht, und ihn festnehmen will, ergreift er ebenso wie Drakic die Flucht. Als die Männer mit der Motoryacht fliehen wollen, verliert Kopfersberg die Kontrolle über das Boot, das nach einer Kollision mit der Hafenmauer explodiert. Drakic, der den Unfall hat kommen sehen, konnte vorher über Bord springen. Der EU-Beamte Dr. Wolferer unterschreibt das bereits vorbereitete Geständnis, ebenso liegt ein Geständnis von Dr. Fossa, der Leiterin der Ausländerbehörde, vor, die den eingeschleusten Frauen die legalen Papiere besorgt hatte. Das würde für Drakics Verurteilung wegen Bestechung und Menschenhandel sowie den Mord an Olga Chartov reichen, wenn man seiner denn habhaft werden könnte.

### Nebenhandlung
Laura Laurenti beschwert sich bei ihrem Mann über den unerträglichen Baulärm neben ihrer Wohnung, der sie kaum noch zur Ruhe kommen lasse. Sie findet ein schön gelegenes Haus hoch über der Adria, das allerdings diverse Interessenten haben wollen. Zu Lauras Enttäuschung hält Proteo Laurenti die Verabredungen mit ihr mehrmals nicht ein oder lässt sie berufsbedingt mitten im Gespräch stehen. Aus Verärgerung trifft Laura sich mit dem Versicherungsvertreter Petro. Sorgen bereiten Laurenti auch sein Sohn Marco, der mit einer unversicherten Vespa durch Triest kurvt, und seine 18-jährige Tochter Livia, die gegen seinen Willen an einer Misswahl teilnehmen will. Als Livia dann Dritte bei dieser Wahl wird, meint er allerdings, das sei doch Schiebung, seine Tochter sei ganz klar die Schönste.

## Produktion

### Dreharbeiten, Produktionsnotizen
Commissario Laurenti – Gib jedem seinen eigenen Tod wurde vom 27. September bis zum 3. Dezember 2005 zeitgleich mit der vorhergehenden ersten Episode Die Toten vom Karst an Schauplätzen in Triest gedreht. Der Film wurde von der Trebitsch Entertainment im Auftrag der ARD Degeto für Das Erste produziert.

### Veröffentlichung
Die Erstausstrahlung des Films erfolgte am 29. Juni 2006 zur Hauptsendezeit anders als der Vorgängerfilm auf dem Sendeplatz am Donnerstag im Programm der ARD Das Erste. Die als zweite gesendete Folge war als Auftaktfilm der Kriminalfilmreihe angedacht, weil hier die einzelnen Charaktere vorgestellt werden. Man entschied sich letztlich aber dafür, Die Toten vom Karst als Erstes zu senden, weil diese Episode mit Götz George und Hannelore Hoger als Gaststars prominenter besetzt war.
Der Film wurde am 22. Februar 2007 von der EuroVideo Medien GmbH zusammen mit der ersten Folge Die Toten vom Karst auf DVD herausgegeben.

## Kritik
Rainer Tittelbach von tittelbach.tv gab dem Film drei von sechs möglichen Sternen und kam zu dem Ergebnis: „Im zweiten Fall nun zeigt die Leistungskurve ein wenig nach oben. Henry Hübchen darf seinem rastlosen Oberzyniker auch etwas Charisma mitgeben, die kleinen familiären Scharmützel sorgen für situationskomische Abwechslung und Triest ist endlich – heiß. Über den Typ Hübchen tritt die Spannung in den Hintergrund. Die stereotype Handlung ergeht sich im Kleinklein. Es fehlt die Linie, es fehlt der Stil.“ „Schwermütig und schwerfällig“ habe „der neue berlinernde Italo-Kommissar seinen Dienst“ angetreten, äußerte der Kritiker weiter, wobei es so scheine, „als würde sich die ARD selbst ausknocken, indem sie das erfolgreiche Prinzip Brunetti gnadenlos kopierte“. Dass „Regie-Routinier Sigi Rothemund sich nun auch noch die Drehbücher“ schreibe, sei „sicher der falsche Weg“. Einen „Bärendienst“ erweise sich „die ARD auch damit, den ersten, das Personal etablierenden Film als zweiten zu senden, nur weil der als zweiter gedrehte mit George und Hoger populärer besetzt“ gewesen sei. Zudem stehe die Frage im Raum, „ob man noch einen weiteren italienischen Ermittler mit deutschem Antlitz“ brauche.
Der Filmdienst stellte kurz und bündig fest: „Stimmig inszenierter (Fernseh-)Krimi nach einem Roman von Veit Heinichen. – Ab 14.“
Die Kritiker der Fernsehzeitschrift TV Spielfilm zeigten mit dem Daumen zur Seite und vergaben für Action und Spannung je einen von drei möglichen Punkten. Für sie war Gib jedem seinen eigenen Tod ein „Fall über Prostitution mit lähmender (Drehbuch-) Hitze und ‚Sprechpuppen‘ vor der Kamera“. Das Resümee lautete: „Zu viele Schlenker, zu wenig Spannung“.
Tilmann P. Gangloff bewertete den Film auf der Seite Kino.de und stellte fest: „Nach einem durchwachsenem Auftakt ist Henry Hübchen mit dem zweiten ‚Commissario Laurenti‘-Film endlich in Triest angekommen. […] Der dicht erzählte Film legt die Vermutung nahe, alle Beteiligten hätten beim Auftakt einige Wochen zuvor (‚Die Toten vom Karst‘) bloß geübt. Die Adaption von ‚Gib jedem seinen eigenen Tod‘, Veit Heinichens erstem Laurenti-Roman, ist Sigi Rothemund (Buch und Regie) ungleich besser gelungen. Die Handlung ist zwar nicht weniger komplex und vielschichtig, aber viel linearer erzählt.“ Während die Geschichte im ersten Film „ohne politische Vorkenntnisse kaum zu durchschauen“ gewesen sei, so ergebe „die Vermengung familiärer Rachegelüste mit den Themen Zwangsprostitution und Erpressung ranghoher EU-Politiker eine packende Mixtur, die in ein actionreiches Finale“ münde. Auch betone Rothemund diesmal „die komödiantischen Elemente viel stärker, wovon vor allem Henry Hübchen“ profitiere. Laurenti sei ein „überaus menschlicher Ermittler“. Langsam werde deutlich, „warum Hübchen ohne viel Federlesens bereit“ gewesen sei, „für diese Rolle den Part des Schweriner Polizeiruf-Kommissars aufzugeben“.